# Istmo da Carélia

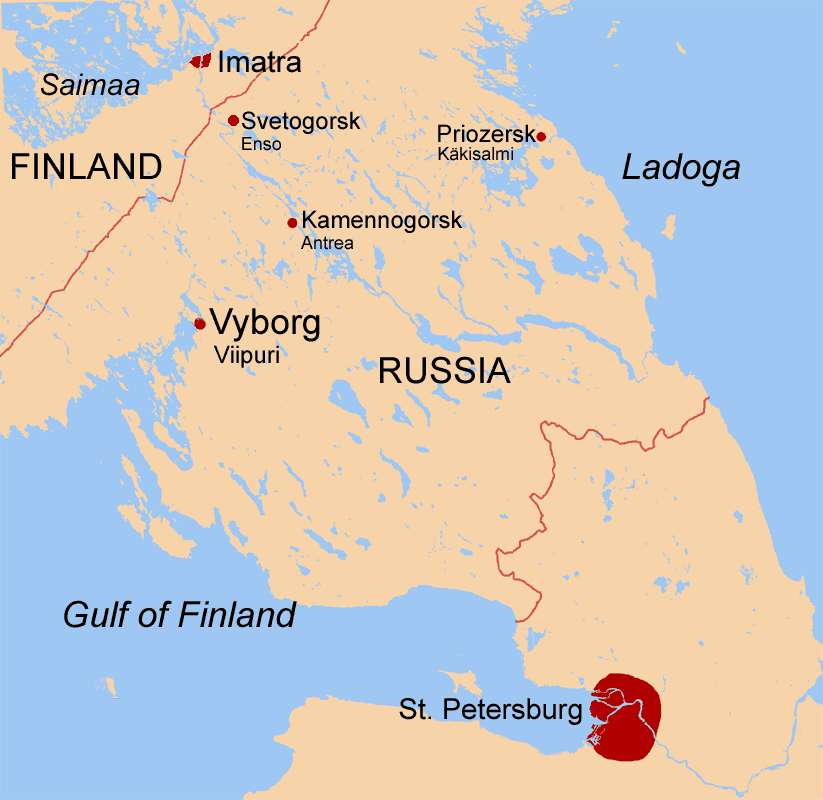
Mapa do istmo da Carélia. Mostram-se algumas das cidades mais importantes, a actual fronteira fino-russa a noroeste e a fronteira anterior à Guerra de Inverno mais a sul.

O istmo da Carélia (em finlandês:  Karjalankannas, em russo:  Карельский перешеек, Karel'skij perešeek) é um istmo com cerca de 45 km de largura por 110 km de comprimento que separa o lago Ladoga na Rússia do golfo da Finlândia.
Antigamente finlandês, este território foi incorporado na União Soviética depois da Guerra de Inverno, sendo esta anexação confirmada depois da Guerra da Continuação. Alguns dos "raion" (distritos) desta zona dependem administrativamente da cidade de São Petersburgo, e o resto do Óblast de Leningrado.
A cidade mais importante na zona é Vyborg. O istmo contém muitos lagos.